# 石鸣韶
石鸣韶，汾州(今山西吕梁地区)人，是一名清朝政治人物。
石鸣韶曾于1863年接替张书林任福建永安县知县一职，1868由庆琛接任。